# Adrienne de La Fayette
Marie Adrienne Françoise de Noailles, Marquesa de La Fayette (2 de noviembre de 1759 – 24 de diciembre de 1807) fue hija de Jean de Noailles y Henriette Anne Louise d'Aguesseau. Fue bisnieta de Françoise Charlotte d'Aubigné, sobrina de Madame de Maintenon.
Adrienne fue la esposa de Gilbert du Motier, marqués de Lafayette, con quien tuvo cuatro hijos: Henriette (1776–1778), Anastasie Louise Pauline (1777–1863), Georges Washington Louis Gilbert (1779–1849) y Marie Antoinette Virginie (1782–1849). 

## Infancia
Adrienne nació y creció en el hôtel de Noailles, la residencia familiar en París, donde también se celebró, el 11 de abril de 1774, su matrimonio concertado con Gilbert du Motier, marqués de Lafayette. Lafayette había heredado grandes propiedades que reportaban unos ingresos anuales de 150,000 livras de Turena (1,5 millones de dólares)., Su madre, preocupada por la juventud de los novios, los mantuvo separados durante un año. En 1776, la joven pareja tuvo una hija, Henriette.
A causa de las frecuentes ausencias del esposo, los Lafayette se instalan en el hôtel de Noailles. En 1776, la joven marquesa da a luz a una niña, Henriette. Mientras se encuentra encinta de su segunda hija, Anastasia, nacida en 1777, Lafayette se embarca hacia América. La pequeña Henriette muere en 1778, a los 22 meses de edad, en ausencia de su padre. Este recibe un recibimiento triunfal a su regreso: el 15 de febrero de 1779, la reina María Antonieta lo visita en el hôtel de Noailles para entrevistarse con el general victorioso.
De julio de 1779 a marzo de 1780, Lafayette vuelve a Francia para presentar un plan de apoyo francés a América, a donde se envía un ejército a las órdenes del conde de Rochambeau. Lafayette atrajo 120.000 livras, y dio a Adrienne poder notarial. El 6 de marzo de 1780, Lafayette marchó a América.
Tras su victoria en la batalla de Yorktown, Lafayette regresó a Francia. El 22 de enero de 1782, fue recibido en Versalles.

## Revolución francesa
En 1783, Lafayette compró una casa en el 183, rue de Bourbon por 200.000 livras (2 millones de dólares). El matrimonio presidía un activo salón literario en el hôtel de La Fayette, sede de los americanos en París, en el que cada lunes se reunían personalidades como Benjamin Franklin, John Jay y su esposa, y John Adams y su esposa Abigail, y miembros de la nobleza liberal, como el conde de Clermont-Tonnerre, Madame de Staël, André Morellet y Jean-François Marmontel.

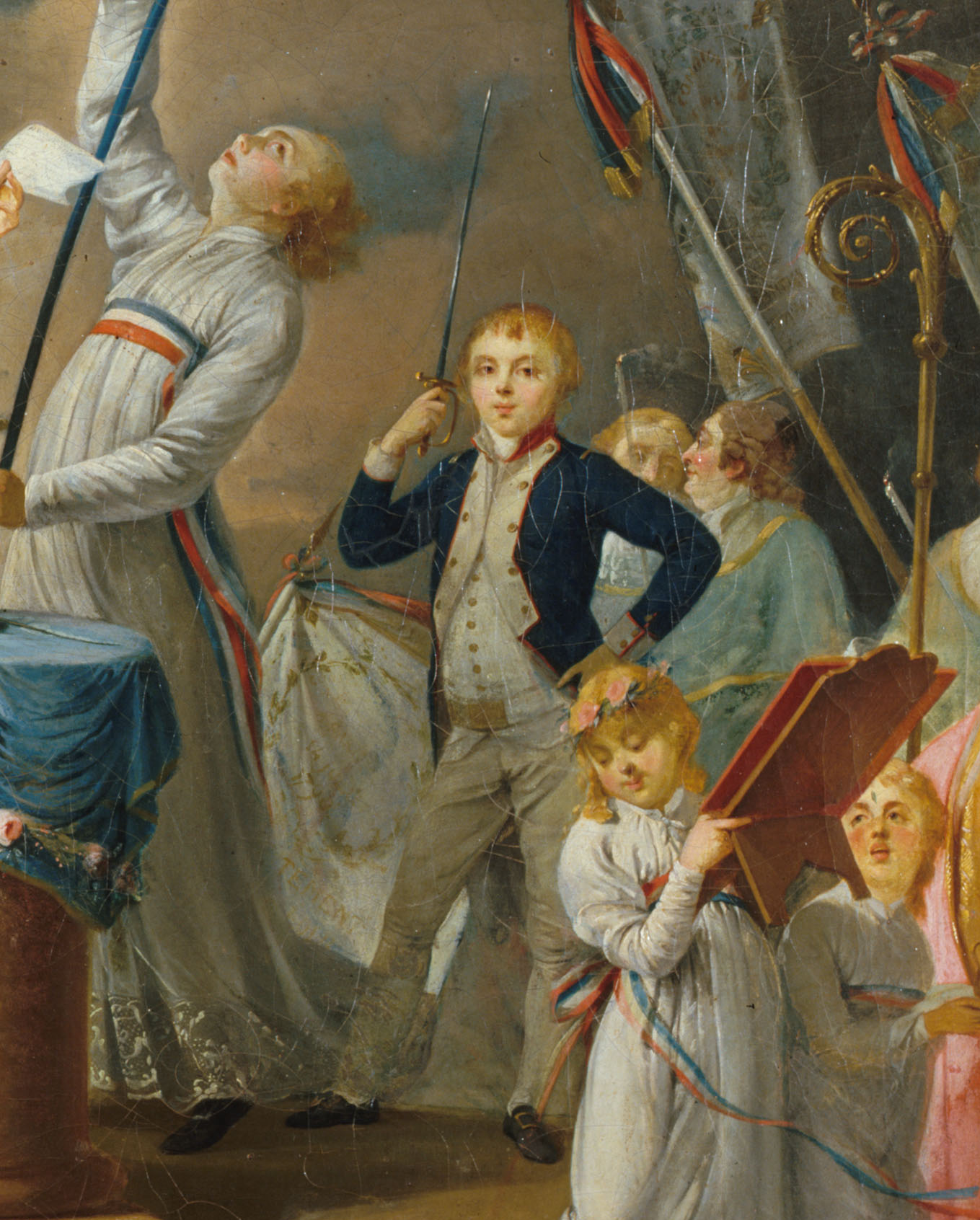
Georges Washington de La Fayette

Lafayette se unió al grupo abolicionista francés Société des Amis des Noirs («Sociedad de Amigos de los Negros»), que perseguía el fin del comercio de esclavos y reclamaba igualdad de derechos para los negros libres. En 1783, en su correspondencia con Washington, instaba a liberar a los esclavos y a establecerlos como aparceros. Frente a los reparos de Washington, Lafayette compró un terreno en la colonia francesa de Cayena para "experimentar" la educación y la emancipación en su plantación La Belle Gabrielle.
El 15 de julio de 1789 fue nombrado comandante en jefe de la Guardia Nacional (Guardia Nacional). Sus moderadas opiniones (a favor de la monarquía constitucional) fueron rechazados por los legitimistas, y él mismo fue quedando marginado con el ascenso de los girondinos, y luego los radicales jacobinos, y la creciente polarización de la política. Adrienne marchó con Lafayette a Chavaniac en octubre de 1791, después de que este perdiera las elecciones municipales.
Al declararse la guerra en Austria el 20 de abril de 1792, Lafayette asumió el mando del ejército en Metz. Regresó a París para defender el rey, fue acusado de traición y trató de escapar a la República Holandesa, pero fue detenido el 19 de agosto por los prusianos en Rochefort (Bélgica) y encarcelado en Wesel y Magdeburgo (Prusia). Después se encargaron de él los austriacos, que lo encarcelaron en Olomouc, desde donde intentó fugarse sin éxito.
Adrienne fue sometida a arresto domiciliario en su casa de Chavaniac.

### Reinado del Terror
En mayo de 1794, durante el reinado del terror, fue trasladada a la prisión de La Force en París. Su abuela, Catalina de Cossé-Brissac, duquesa de Noailles, su madre, Henriette-Anne-Louise d'Aguesseau, duquesa de Ayen, y su hermana, Anne Jeanne Baptiste Louise, vizcondesa de Ayen, fueron guillotinadas el 22 de julio de 1794. Adrienne fue trasladada a la prisión Collège du Plessis, antes el Collège du Plessis, donde se había educado su esposo, que fue convertido en prisión durante el Terror; después a una casa en la rue des Amandiers, y más tarde a la casa Desnos, rue Notre Dame des Champs. Fue puesta en libertad el 22 de enero de 1795, gracias a los esfuerzos de Gouverneur Morris, James Monroe y su esposa Elizabeth Monroe, que visitaron a Adrienne en la cárcel. En abril de 1795, su hijo Georges fue enviado a los Estados Unidos para estudiar en la Universidad de Harvard, y se instaló con George Washington.
Gouverneur Morris adelantó 100.000 livras de su propio dinero. El 1 de septiembre de 1795, Monroe emitió pasaportes estadounidenses para Adrienne y la familia Lafayette, a quienes se había concedido la ciudadanía, y viajó al lugar de reclusión de Lafayette.

## Prisión en Olomouc
Adrienne viajó a Viena, donde se reunió con el emperador el 10 de octubre de 1795, obteniendo permiso para reunirse con su marido: «Se lo concedo, pero en cuanto a su libertad, será imposible: mis manos están atadas, es un asunto complicado».
El 15 de octubre de 1795, Adrienne, Anastasia y Virginia se unieron a Lafayette en la fortaleza prisión de Olomouc. La totalidad de su dinero y equipaje fueron confiscados. Su confinamiento se convirtió en una cause célèbre, sobre la que incluso se escribió una obra de teatro titulada «Los prisioneros de Olmütz, o la dedicación conyugal». John Parish, el cónsul de los Estados Unidos en Hamburgo, ayudó en lo que pudo, pero no fue capaz de negociar la liberación, pues los Estados Unidos no tenían relaciones diplomáticas con Prusia ni con Austria.
El 18 de septiembre de 1797, la familia fue puesta en libertad bajo los términos del Tratado de Campo Formio (18 de octubre de 1797).

## Liberación
Los Lafayette se instalaron en Lemken, Holstein, cerca de su hermana la señora de Montagu, y su tía la señora de Tessé. Anastasia se casó con Juste-Charles de la Tour-Maubourg, hermano menor de otro detenido en Olomouc, Carlos César de Fay de La Tour-Maubourg, y Marie Victor de Fay, marqués de Latour-Maubourg. En 1798, Georges regresó de América. Adrienne ayudó a la señora de Montagu con su proyecto financiero para ayudar a los emigrados. En 1799, se trasladaron a Vianen, cerca de Utrecht. Lafayette permaneció en el exilio, pero Adrienne regresó a Francia.

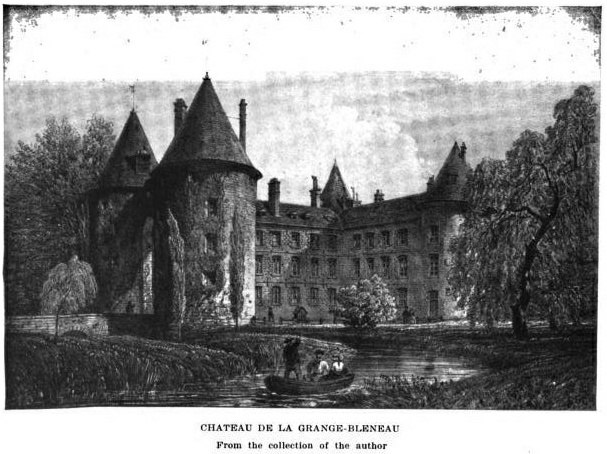
Château de la Grange-Bléneau

Adrienne dedicó su tiempo a la recuperación de propiedades en Francia, entre ellas el castillo de La Grange, herencia de su madre. Su hermana, la señora de Montagu, se estableció en Fontenay. En 1799, con la caída del Directorio, obtuvo un pasaporte para que su marido pudiera regresar a Francia. El plebiscito de Napoleón, del 1 de marzo de 1800, restauró la ciudadanía de Lafayette, y se eliminó su nombre de la lista de émigrés. Muchos de los exiliados que habían regresado lo visitaron en La Grange.
En 1802, Georges de Lafayette se casó con Emilie de Tracy, hija del conde de Tracy, y el 20 de abril de 1803, Virginie se casó con Louis de Lasteyrie en el castillo de La Grange.
Por una encajera, Mlle. París, Adrienne descubrió el lugar de enterramiento de sus familiares y otras víctimas del Terror, y se unió a Mme de Montagu para recaudar fondos con los que construir monumentos conmemorativos en el cementerio de Picpus.

## Enfermedad y muerte
Adrienne padecía una enfermedad crónica tras sus encarcelamientos, que le provocaba dolores de estómago, ampollas, llagas y abscesos. En 1807, durante un viaje a la región de Auvernia, Adrienne se enfermó hasta el punto de delirar, pero en Nochebuena se sentía lo bastante recuperada como para reunir a la familia alrededor de su lecho. Sus últimas palabras a Lafayette fueron: Je suis toute à vous («Soy toda tuya»).
Burton opina que la causa de la muerte fue un envenenamiento por plomo. Tras su muerte el 24 de diciembre de 1807, Adrienne fue enterrada en el cementerio de Picpus.

## Descendientes de Adrienne de La Fayette
Georges de Lafayette casó con Emilie de Tracy, hija del conde de Tracy, en 1802; tuvieron tres hijas y dos hijos: Natalie, casada con Adolphe Perrier, Malthilde, casada con Maurice de Pusy (1799-1864), Clémentine, casada con Auguste de La Bonnin Bonninière de Beaumont, Oscar Thomas Gilbert, marqués de La Fayette (1815-1881), político liberal, y Edmond.

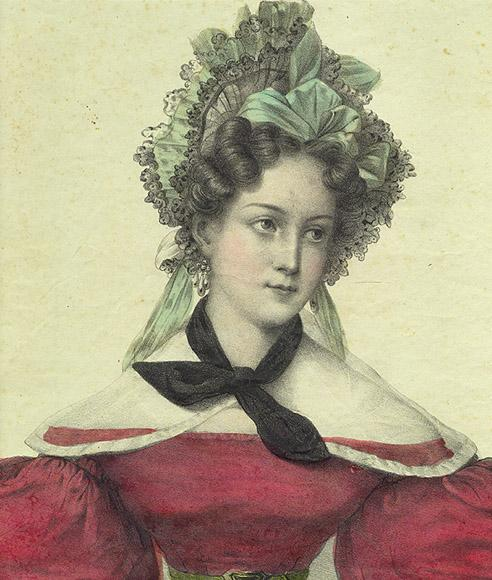
Virginia La Fayette

Virginie casó con Louis de Lasteyrie el 20 de abril de 1803. Tuvieron cuatro hijos: Paulina, casada  con Charles de Rémusat, Melanie, casada con Francisque de Corcelle en 1831, Octavie, y Jules de Adrien Lasteyrie (1810-1883) casado con Olivia de Rohan-Chabot (1813-1899).
Melanie y Francisque tuvieron una hija, Marie Henriette Hélène Marthe Tircuy de Corcelle (6 de junio de 1832 - 17 de noviembre de 1902), que se casó con Charles Adolphe Pineton de Chambrun (10 de agosto de 1831 - 13 de septiembre de 1891).
Adrien Jules y Olivia tuvieron un hijo, Louis de Lasteyrie, que se casó con Olivia Mills Goodlake.
Anastasie de Lafayette se casó con Juste-Charles de Fay de La Tour-Maubourg (8 de junio de 1744 - 28 de mayo de 1824), y tuvieron dos hijos: Célestine Louise Henriette de Fay de La Tour-Maubourg (1799-16 de julio de 1893), y Jenny de Fay de La Tour-Maubourg (6 de septiembre de 1812 al 15 de abril de 1897). 